# Тигрова змия
Notechis scutatus е вид змия от семейство Аспидови (Elapidae). Видът не е застрашен от изчезване.

## Разпространение и местообитание
Разпространен е в Австралия (Западна Австралия, Куинсланд, Нов Южен Уелс, Тасмания и Южна Австралия).
Обитава гористи местности, влажни места, крайбрежия и плажове. Среща се на надморска височина от 63,8 до 1525,3 m.

## Описание
Продължителността им на живот е около 14,1 години.